# Volárna
Volárna (en allemand : Freudeneck) est une commune du district de Kolín, dans la région de Bohême-Centrale, en République tchèque. Sa population s'élevait à 522 habitants en 2020.

## Géographie
Volárna se trouve à 7,5 km au nord-nord-est de Kolín et à 58 km à l'est de Prague.
La commune est limitée par Sány au nord, par Jestřabí Lhota à l'est, par Ovčáry au sud et par Velký Osek à l'ouest.

## Histoire
La première mention écrite de la localité date de 1778.

## Transports
Par la route, Volárna se trouve à 10 km de Kolín et à 65 km de Prague.